# Hemiandrus pallitarsis
Hemiandrus pallitarsis är en insektsart som först beskrevs av Walker, F. 1871.  Hemiandrus pallitarsis ingår i släktet Hemiandrus och familjen Anostostomatidae. Inga underarter finns listade i Catalogue of Life.

## Bildgalleri

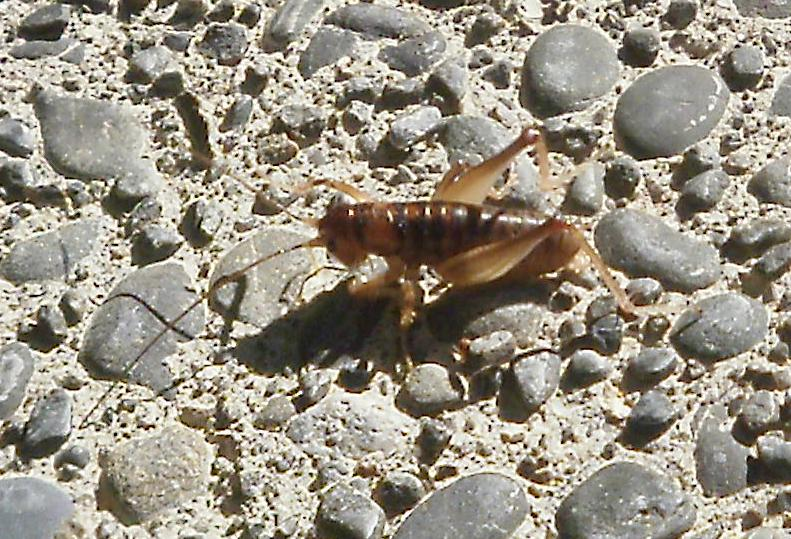
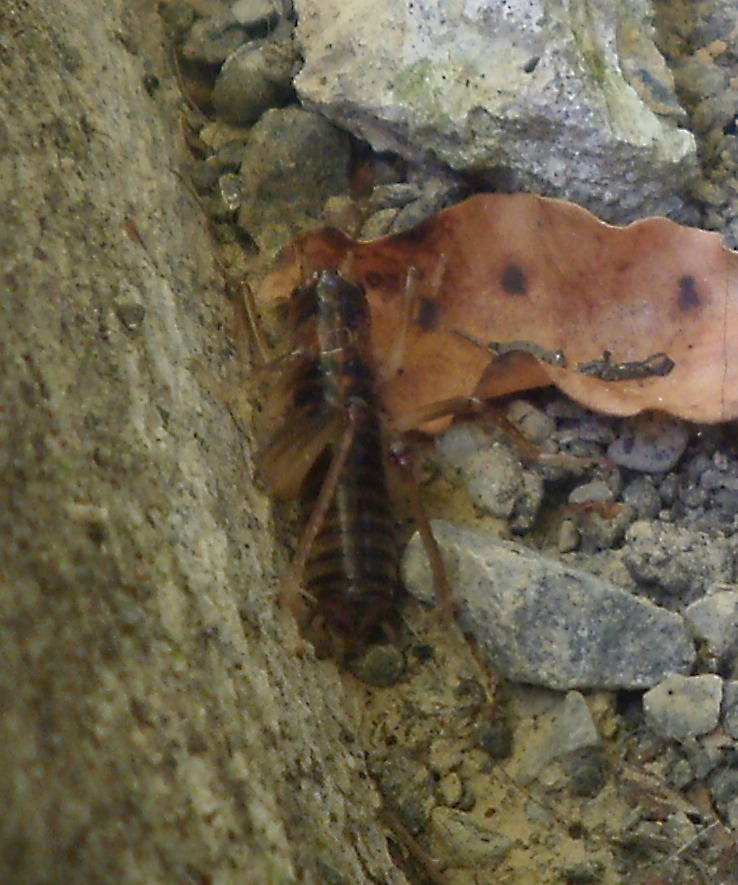